# Große Freiheit (Amburgo)
Große Freiheit (pron.: /'grosse 'frajhajt/; letteralmente: "Grande libertà") è una strada celebre di locali notturni, prevalentemente a luci rosse (ma non solo), del quartiere St. Pauli di Amburgo, laterale della via principale Reeperbahn.
La via è nota come il luogo dove si svolse il primo spettacolo di spogliarello in Germania e come il luogo dove iniziarono la propria carriera musicale i Beatles (ai quali è stata intitolata una piazza nei pressi della via la Beatles-Platz).

## Ubicazione
La via si trova al termine del tratto nord-occidentale della Reeperbahn e si interseca con la Simon-von-Utrecht-Straße.

## Caratteristiche
La via misura circa 350 metri. Sulla via non si trovano soltanto locali a luci rosse, ma anche discoteche e locali per la musica live.
Locali famosi sono la "Dollhouse" (locale per lo spogliarello), il "Safari", la discoteca "Grünspann", il "Rock-Cafè", il "Sonderbar", il "Funky Pussy Club", ecc.

## Origini del nome
Il nome Große Freiheit, ovvero "Grande libertà", non fa riferimento - a dispetto di quanto si possa pensare - a libertà licenziose, ma deve la propria origine alle concessioni fatte nel XVII secolo dal Conte di Schauenberg alle minoranze religiose e agli artigiani che poterono risiedere in loco esercitando liberamenti le proprie attività senza l'antico obbligo di appartenenza ad una specifica corporazione.

## Storia
La via godeva di una notevole fama come luogo per i locali di divertimento già nel corso degli anni quaranta.
Negli anni cinquanta, presso il locale "Salambo", gestito da René Durand e che ora non esiste più, si svolse il primo spettacolo di spogliarello nella storia della Germania.
Negli anni sessanta, iniziarono qui la propria carriera i Beatles, che si esibirono qui in particolare nei locali "Indra" (al nr. 64 della via), "Kaiserkeller" (al nr. 36 della via), e "Star-Club" (al nr. 39 della via). Allo "Star-Club" mosse i primi passi anche il cantante italiano Mino Reitano.
Nel 2008 è stata realizzata nei pressi della via la Beatles-Platz.

## La via nel cinema e nelle fiction
- Sulla via, e in particolare nel locale "Hippodrom", è stato girato il film del 1944, diretto da Helmut Käutner e con protagonista Hans Albers Große Freiheit Nr. 7.[7] Il locale ora ha preso il nome del film.[7][8]
- La via ha ispirato anche la serie televisiva omonima[9]
- La via ha ispirato un film omonimo nel 2006[10]